# LaRue
LaRue (a volte letta o scritta come Larue) è una comunità non incorporata situata nella contea di Henderson, Texas, Stati Uniti. Al momento del censimento del 2000, la popolazione era stimata in 160 abitanti.